# تنام مزيف الخلف
تنام مزيف الخلف (الاسم العلمي:Nothoprocta) هو جنس من الطيور يتبع فصيلة التنامية من رتبة التناميات.

## أنواع
- تنام الأنديز (الاسم العلمي:Nothoprocta pentlandii)
- تنام تاشانوفسكي (الاسم العلمي:Nothoprocta taczanowskii)
- تنام دغلي (الاسم العلمي:Nothoprocta cinerascens)
- تنام شيلي (الاسم العلمي:Nothoprocta perdicaria)
- تنام كالينوفسكي (الاسم العلمي:Nothoprocta kalinowskii)
- تنام مزين (الاسم العلمي:Nothoprocta ornata)
- تنام معكوف المنقار (الاسم العلمي:Nothoprocta curvirostris)